# Lysabild Sogn
Lysabild Sogn (dt.: Lysabbel) ist eine Kirchspielsgemeinde (dän.: Sogn) auf der Insel Als (dt.: Alsen)  in Nordschleswig im südlichen Dänemark. Bis 1970 gehörte sie zur Harde Als Sønder Herred im damaligen Aabenraa-Sønderborg Amt, danach zur Sydals Kommune im damaligen Sønderjyllands Amt, die im Zuge der Kommunalreform zum 1. Januar 2007 in der „neuen“  Sønderborg Kommune in der Region Syddanmark aufgegangen ist.

## Gemeindegebiet

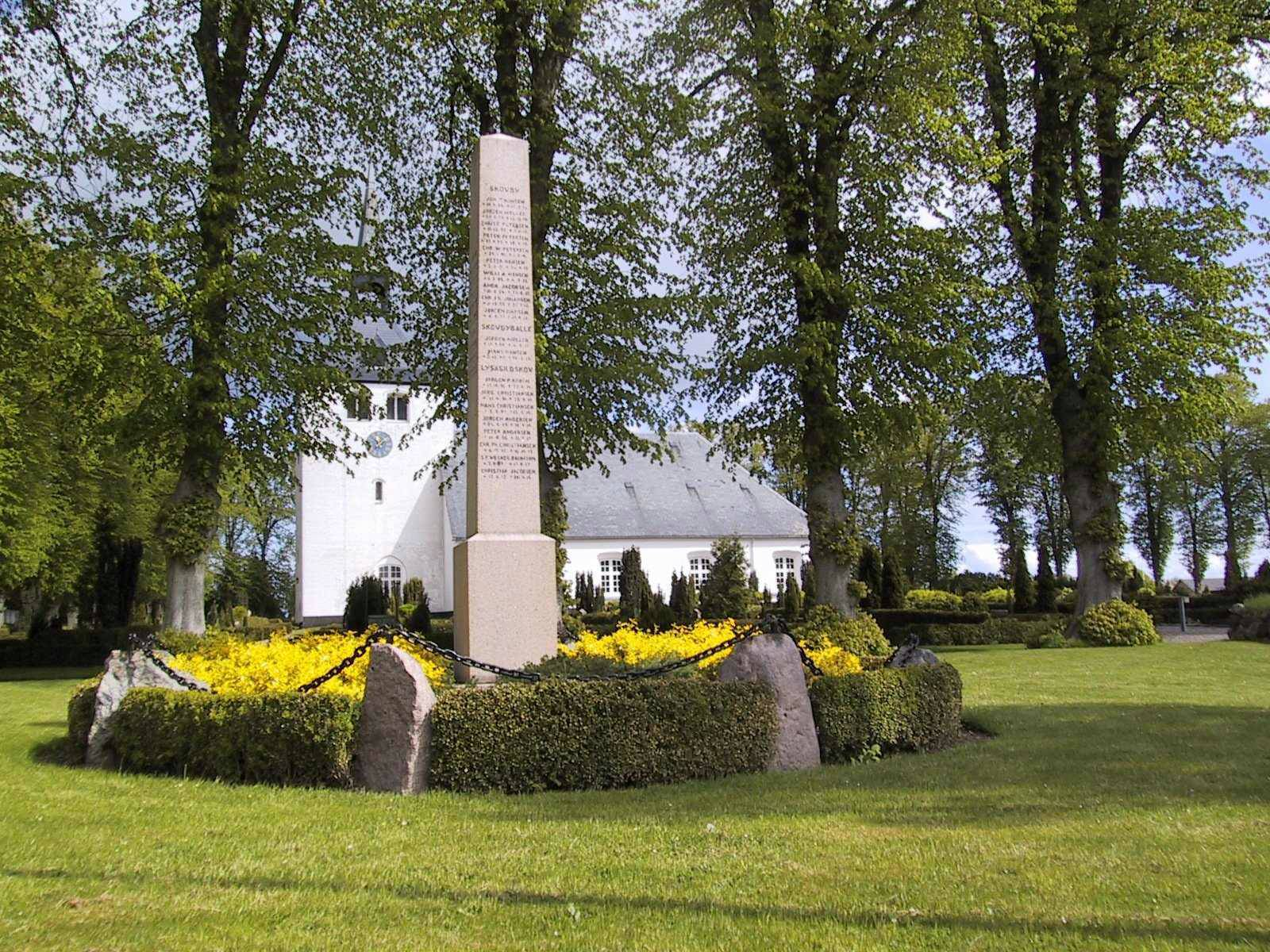
Lysabild Kirke mit Denkmal für die Gefallenen des Ersten Weltkriegs

Die Gemeinde umfasst knapp 32 km². Im Osten stößt das Gebiet an den Kleinen Belt. Bei Gammel Pøl (dt.: Alt Pöhl) springt das Land halbinselartig nach Osten hervor. Gleichzeitig bildet dieses Gebiet den flachsten Teil der Insel, während es in der Nähe des Kirchdorfs Anhöhen von bis zu 62 Metern gibt. Im Süden liegt der schmale Übergang zur Halbinsel Kegnæs (dt.: Kekenis), westlich davon grenzt die Gemeinde an das Hørup Hav (dt.: Höruper Haff), einen Nebenarm der Flensburger Förde. Im Westen schließt sich die Gemeinde Hørup an, im Norden Tandslet.
Heute leben 1420 Menschen in der Gemeinde, davon 507 im Kirchdorf Lysabild (Stand 1. Januar 2023. 1910 hatte die Einwohnerzahl mit 1718 ihren Höchststand erreicht. Seit den 1920er Jahren liegt sie relativ konstant zwischen 1500 und 1600.
Neben dem Kirchdorf Lysabild bilden die Dörfer Mommark (dt.: Mummark), Vibøge (dt.: Viby), Fjelby, Sarup, Skovby (dt.: Schauby) und Lysabildskov (dt.: Lysabbelholz) die Siedlungsschwerpunkte der Gemeinde.

## Geschichte
Die Insel Als (dt.: Alsen) galt im Mittelalter als sehr wohlhabend, was sich unter anderem in der ungewöhnlichen Dichte romanischer Kirchen zeigt, die es im Bereich der kimbrischen Halbinsel und der dänischen Inseln nur noch auf Langeland, Eiderstedt und im südlich benachbarten Angeln in ähnlicher Form gibt. Obwohl Als zum Herzogtum Schleswig gehörte, konnte es im Mittelalter als Insel lange eine gewisse Sonderrolle behalten. So gehörte es gemeinsam mit Ærø zum Bistum Odense und nicht zum Bistum Schleswig. Dennoch erhielt das Schleswiger Domkapitel im Kirchdorf Lysabild einige Besitzungen. Auch mehrere adelige Güter erwarben im Spätmittelalter Besitz in der Gemeinde, in der es selbst keinen Haupthof gab. Der Rest der Gemeinde stand unter der Jurisdiktion der Harde Als Sønder Herred  (dt.: Alsinger Süderharde) im Sønderborg Amt.
Nach der Landesteilung Schleswigs und Holsteins 1564 fiel das Amt Sonderburg an den abgeteilten Herrn Herzog Johann dem Jüngeren. Diesem gelang es, bis 1603 alle adeligen Besitztümer auf Südalsen zu erwerben. Nur der Domkapitelsbesitz blieb als Vogtei Lysabbel ausgespart. Der Herzog errichtete in der Nähe des Übergangs zur Halbinsel Kegnæs  (dt.: Kekenis), wo sich bereits in frühgeschichtlicher Zeit ein Burgplatz (Kaiborg) befunden hatte, das neue Lehnsgut Kegnæsgård (dt.: Kekenisgaard). Dieses umfasste jedoch nicht das ganze Kirchspiel, denn Vibøge lag fortan unter Langenvorwerk und Mommark wurde dem großen Gut Gammelgård zugeteilt. Unter Johanns Nachfolgern wurde Vibøge mit Fjelby und Skovby (dt.: Schauby) dem neu geschaffenen Neuhof auf Kegnæs unterstellt.
Nach dem Ende des nach der Teilung von 1622 sehr kleinen Herzogtums der Sonderburger Stammlinie im Jahre 1677 wurde der Neuhofer Teil zum neuen königlichen Birk Kegnæs gelegt, aus dem später die Als Sønder Herred wiederentstand. 1777 fiel auch die Vogtei Lysabild an die Harde und das Sønderborg Amt. Dafür geriet Kekenisgård mit allen Besitzungen 1764 in die Hände des Herzogs von Augustenborg (dt.: Augustenburg). Dessen Besitzungen wurden 1852 in eine eigene Harde umgewandelt, damit stand fortan das ganze Kirchspiel erstmals nur unter einem Amt.
Als im Deutsch-Dänischen Krieg einer preußischen Einheit am 29. Juni 1864 der Übergang nach Als gelungen war, endete die lange Geschichte Lysabilds im dänischen Staatsverband vorläufig. Das Kirchspiel wurde 1869 in die fünf Landgemeinden Mommark, Lysabbel, Sarup, Vibøge-Fjelby und Skovby aufgeteilt.
Gerade auf Als fanden sich viele mit der Annexion durch Preußen nicht ab. Mit dem Redakteur Andreas Grau stammt einer der führenden Köpfe der dänischen Bewegung vor 1920 aus der Gemeinde. Bei der Volksabstimmung 1920 über die staatliche Zugehörigkeit ergab sich in der Gemeinde eine deutliche dänische Mehrheit.
Lysabild wurde zu einer einheitlichen Kirchspielsgemeinde zusammengefasst, die unter dem Sønderborg Amt stand, dessen Grenzen gegenüber dem Vorgänger-Landkreis unverändert blieben. 1970 wurde die Gemeinde politisch der neuen Sydals Kommune (dt.: Kommune Südalsen) zugeschlagen, die ihrerseits 2007 Teil der Sønderborg Kommune wurde, welche sogar größer ist als das zwischen 1920 und 1932 (beziehungsweise ab 1970) bestehende alte Sønderborg Amt. Als Kirchengemeinde ist Lysabild nach wie vor eigenständig.

## Wirtschaft und Verkehr
Der Auspendleranteil nach Sønderborg und Nordborg (Norburg) ist hoch, daneben spielen Landwirtschaft und Tourismus eine wesentliche Rolle. Skovmose ist ein großes Sommerhausgebiet.
Die Gemeinde liegt abseits der großen Verkehrswege. Im Süden führt der einzige Weg auf die Halbinsel Kegnæs, im Norden führt der Weg zum Fährhafen Mommark. Dieser hat jedoch nur noch für den Ausflugsverkehr nach Ærø Bedeutung, seitdem die Eisenbahnfähre nach Faaborg 1965 eingestellt und statt ihrer eine Autofähre von Fynshav (deutsch Fünenshaff) in der Gemeinde Notmark (deutsch Nottmark) eingerichtet worden ist. Die Alser Kleinbahn mit Verbindung nach Lysabild-Mommark und Abzweig nach Skovby wurde bereits 1936 aufgegeben.

## Sehenswürdigkeiten
Lysabild Kirke, die stattliche romanische Kirche der Gemeinde, stammt vom Anfang des 13. Jahrhunderts, der Turm aus gotischer Zeit. Aufgrund eines Blutwunders war sie im Mittelalter eine viel besuchte Wallfahrtskirche.
An der Küste des Kleinen Belts liegen zahlreiche schöne Strände.